# Moustafa Bakri
Moustafa Bakri (in arabo مصطفى بكري‎?; Il Cairo, 1939) è un ex pallanuotista egiziano.

## Biografia
Ha rappresentato la Rep. Araba Unita ai Giochi olimpici estivi di Roma 1960.